# Thomas Grüter (Fußballspieler)
Thomas Grüter (* 8. Dezember 1966) ist ein ehemaliger Schweizer Fussballspieler.

## Sportliche Laufbahn
Der Goalie begann seine Karriere beim FC Emmenbrücke in der 1. Liga. Von 1988 bis 1989 spielte er in 25 Ligaspielen für den FC St. Gallen in der Nationalliga A, bevor er 1989 in die Nationalliga B zum FC Basel wechselte, wo er von 1989 bis 1997 133 Ligaspiele und 148 Spiele insgesamt bestritt. 1994 stieg er mit dem FC Basel in die Nationalliga A auf. Mit 30 Jahren beendete er 1997 seine Karriere und machte sich mit einer Werbeagentur selbständig. Zeitweise arbeitete er parallel dazu als Torhütertrainer für den FC Basel.